# ChemCatChem
ChemCatChem is een internationaal, aan collegiale toetsing onderworpen wetenschappelijk tijdschrift over katalysatoren.
Het wordt uitgegeven door John Wiley & Sons en verschijnt maandelijks.
Het eerste nummer verscheen in 2009.